# Wyspy Kurylskie

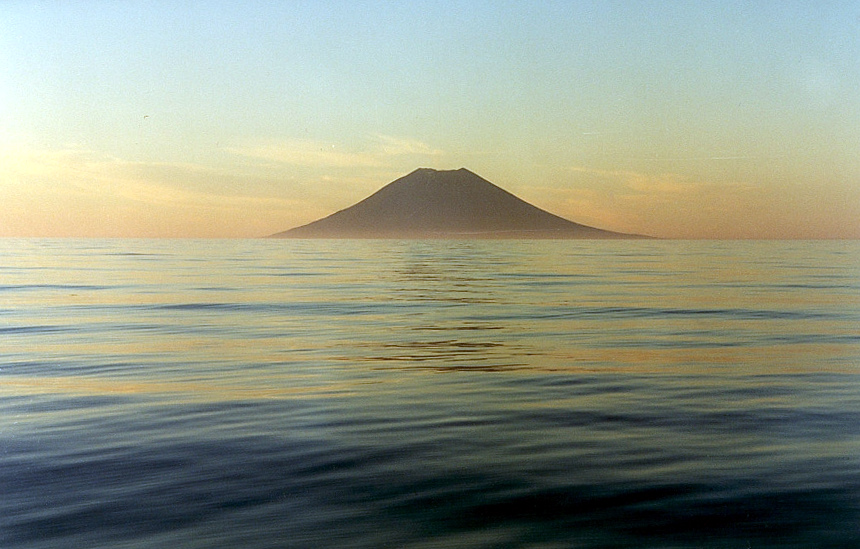
Wyspa Atłasowa

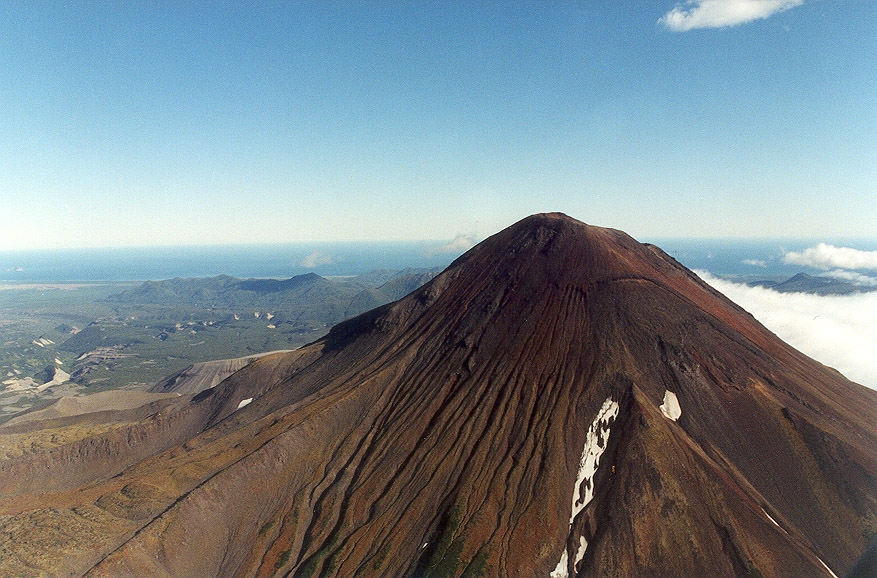
Jeden z wulkanów na Wyspach Kurylskich

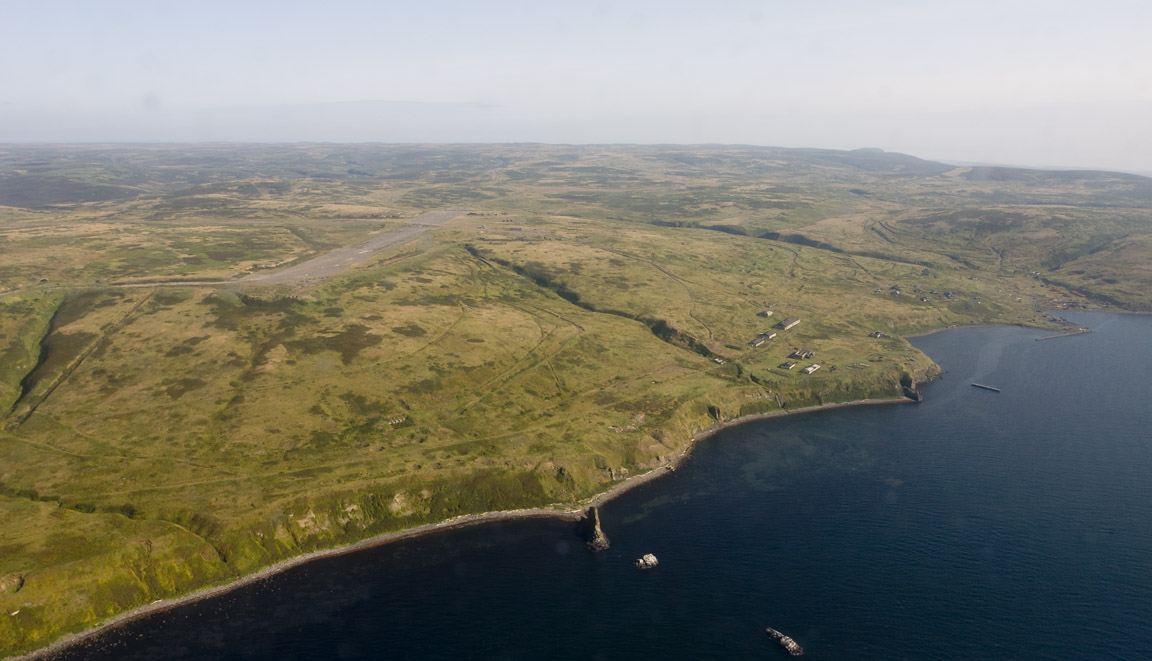
Wyspa Szumszu

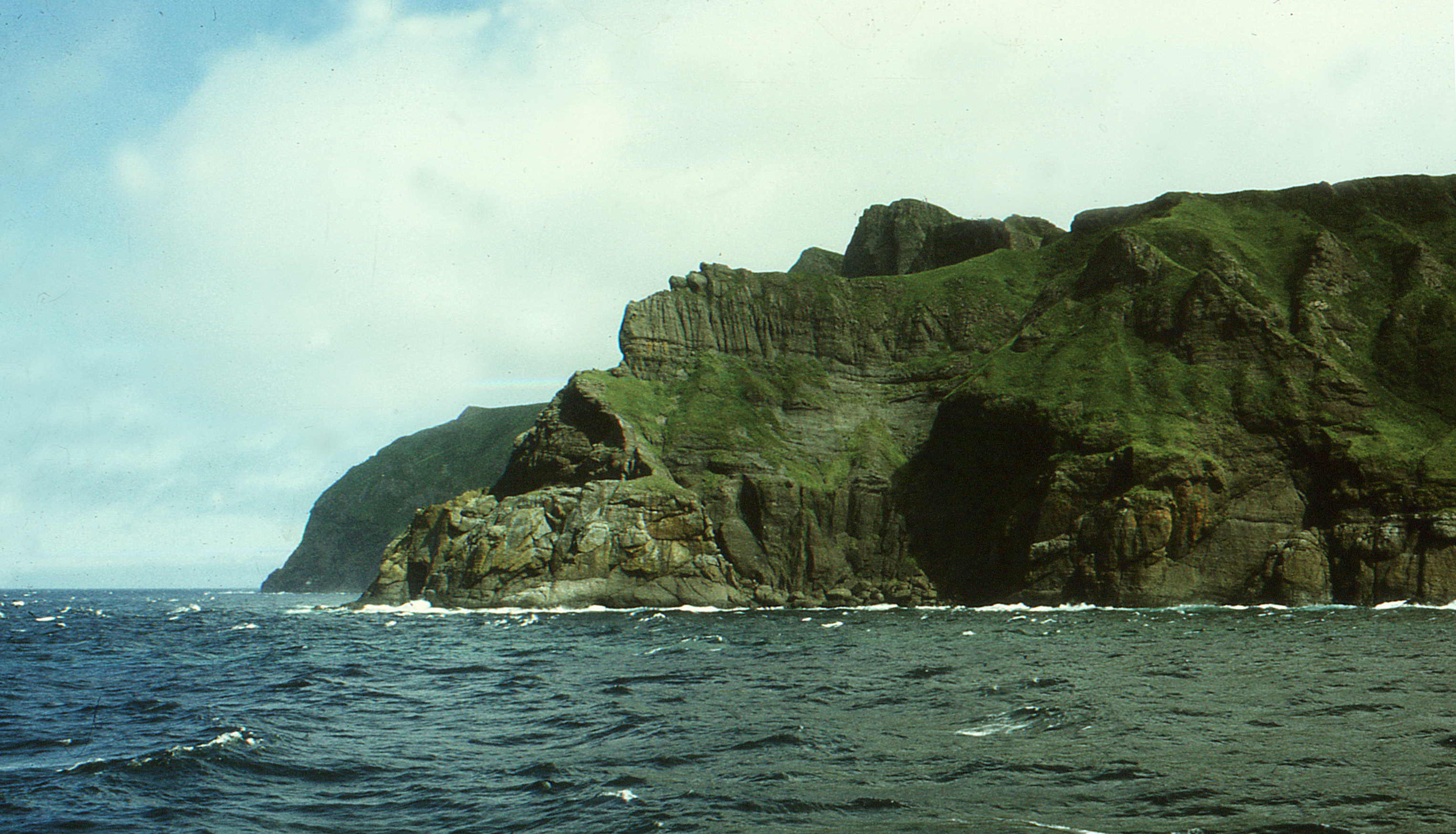
Wybrzeże wyspy Szykotan

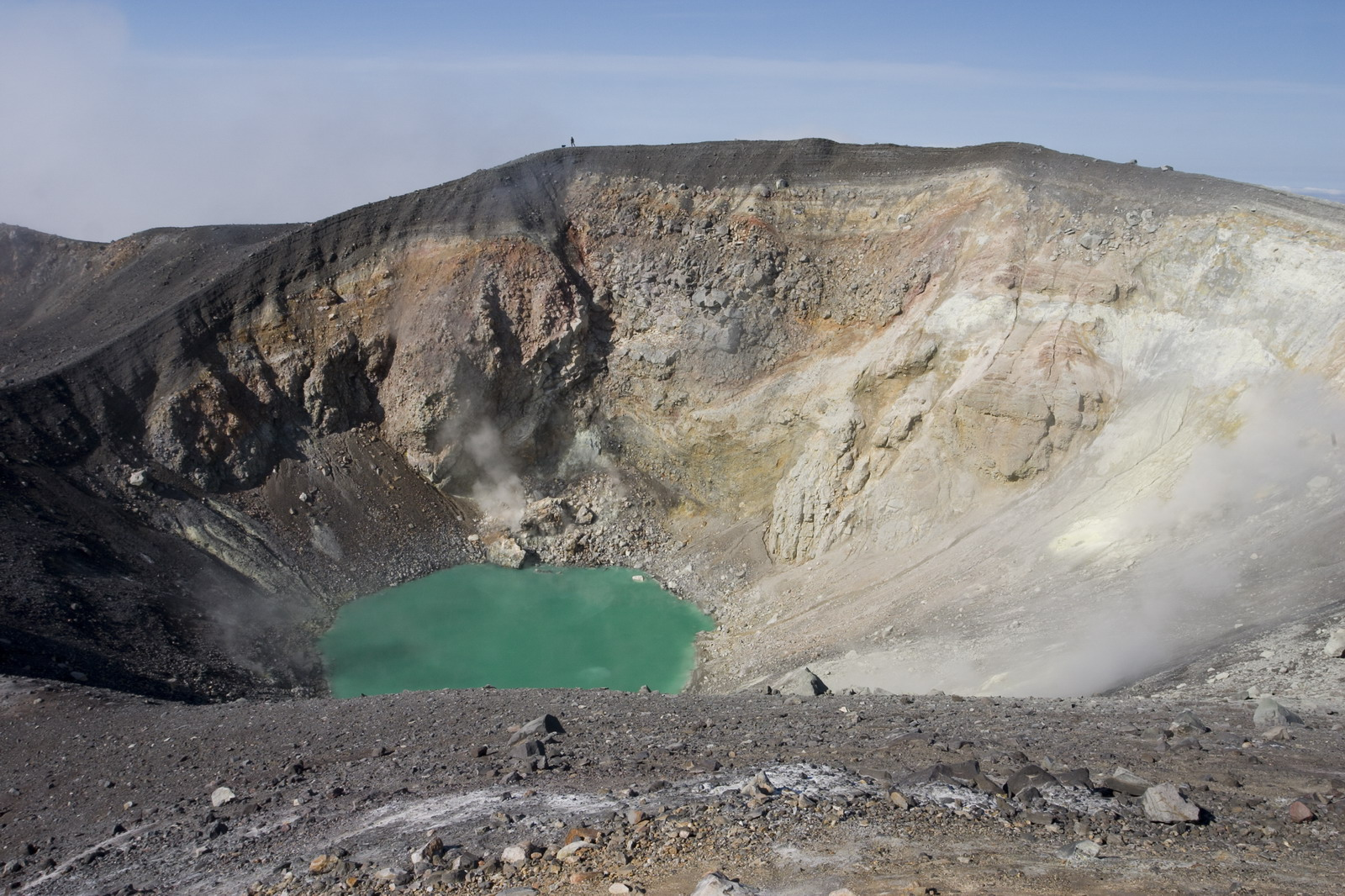
Krater wulkaniczny na wyspie Paramuszyr

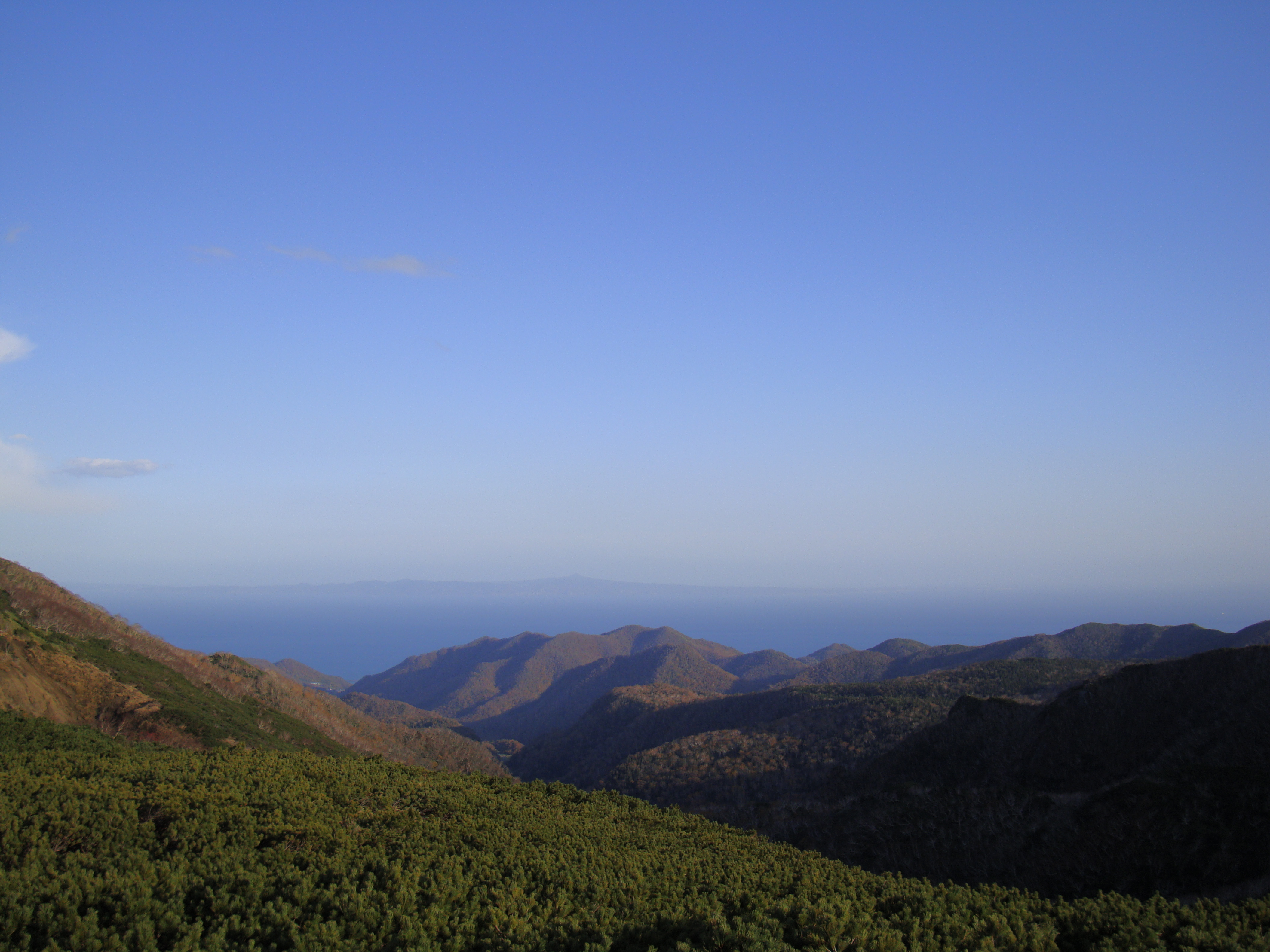
Wyspa Kunaszyr (w dali) widziana z gór japońskiego półwyspu Shiretoko

Kuryle, Wyspy Kurylskie (ros. Курильские острова; jap. クリル列島 – Kuriru Rettō albo 千島列島 – Chishima Rettō: Archipelag Tysiąca Wysp) – wulkaniczny archipelag na Oceanie Spokojnym, stanowiący część obwodu sachalińskiego Federacji Rosyjskiej, zlokalizowany pomiędzy japońską wyspą Hokkaido a półwyspem Kamczatka, składający się z 56 wysp (w tym ponad 30 większych) o łącznej powierzchni 10 355,61 km². Pierwotnie zamieszkany przez Ajnów. W 2010 liczący 19 434 mieszkańców.
Południowa część archipelagu jest przedmiotem sporu prawnego pomiędzy Japonią a Rosją. W latach: 1956, 2004 i 2006 Federacja Rosyjska proponowała oddanie Japonii części spornych wysp (Małego Łańcucha Kurylskiego, złożonego z wyspy Szykotan i wysepek Habomai), w zamian za zrzeczenie się praw do pozostałych (większych), jednak Japonia nie przyjęła oferty.

## Geografia
Archipelag składa się z dwóch równoległych łańcuchów wysp: Dużego Łańcucha Kurylskiego (Большая Курильская гряда) o długości 1200 km i Małego Łańcucha Kurylskiego (Малая Курильская гряда) o długości 120 km. Wyspy oddzielone są od siebie Cieśninami Kurylskimi, których jest łącznie 26. Najważniejsze z nich to:
- Pierwsza Cieśnina Kurylska
- Czwarta Cieśnina Kurylska
- Cieśnina Siewiergina
- Cieśnina Kruzenszterna
- Cieśnina Diany
- Cieśnina Bussol
- Cieśnina Urup
- Cieśnina Friza
- Cieśnina Katarzyny
- Cieśnina Kunaszyrska

Głębokie cieśniny Kruzenszterna i Bussol dzielą Duży Łańcuch na 3 grupy wysp:
- północną (wyspy Szumszu, Atłasowa (Ałaid), Paramuszyr, Szyrynki, Makanruszy, Awoś, Onekotan, Charimkotan(inne języki), Czirinkotan, Ekarma, Szyaszkotan)
- środkową (wyspy Rajkokie, Matua, Rasszua, Kwitoj, Simuszyr)
- południową (wyspy Brountona, Czarni Bracia, Urup, Iturup, Kunaszyr)

Mały Łańcuch Kurylski tworzą wyspy Szykotan i grupa Habomai.
Kuryle tworzą typowy łuk wyspowy o genezie tektonicznej. Każda wyspa jest wulkanem bądź jego częścią, w Dużym Łańcuchu jest ponad 160 wulkanów. Powierzchnia wysp jest górzysta, średnia wysokość wysp to 500–1000 m n.p.m. Najwyższa góra Ałaid mierzy 2339 m n.p.m. Równiny znajdują się tylko na wyspie Szumszu i płaskich wyspach Małego Łańcucha.
Klimat umiarkowany morski. Średnia temperatura lutego –6 °C. Temperatury spadają nawet do –25 °C. Średnia temperatura sierpnia 10 °C na północy archipelagu i 17 °C na południu. Średnie roczne opady 1000 mm, z czego 25% w zimie. Na klimat wysp duży wpływ wywiera zimny prąd morski Oja Siwo.
Na większych wyspach jest dużo drobnych rzek i strumieni. Wiele z nich ma silnie zmineralizowane wody. Występuje również mnóstwo małych jezior, niektóre w kraterach wulkanów. Małe wysepki są bezwodne. Gleby głównie wulkaniczne. Występują niewielkie złoża rudy ołowiu, rtęci, złota i miedzi, renu.
Największe miasta: Kurilsk i Siewiero-Kurilsk.

## Przyroda
Na Wyspach zanotowano występowanie 992 gatunków roślin naczyniowych należących do 417 rodzajów i stu rodzin, w tym 43 gatunki drzew, 84 gatunki krzewów i 26 gatunków endemitów. Główny składnik flory to gatunki wspólne z Japonią i Sachalinem. Lasy liściaste, iglaste i z udziałem brzozy są zubożałym wariantem lasów z wyspy Hokkaido. Połowa gatunków jest wspólna z Kamczatką. Podszyt w lasach jest słabo rozwinięty, ale obfite są pnącza. Przez południową część wyspy Iturup przechodzi północna granica zasięgu m.in. świerka ajańskiego (Picea jezoensis) i jodły sachalińskiej (Abies sachalinensis). Obfita jest morska roślinność przybrzeżna tworząca podwodne łąki, złożone zwłaszcza z brunatnic.
Poszczególne wyspy są bardzo zróżnicowane pod względem faunistycznym, co jest spowodowane znacznym rozciągnięciem archipelagu na osi północ-południe. Zubożenie świata zwierzęcego następuje szybko od strony Hokkaido. Np. na Kunaszyrze nie ma już kopytnych, wilka i jenota azjatyckiego, na Iturupie brak płazów i gadów, a na Urupie nie występuje większość ssaków, z wyjątkiem lisa i niektórych gryzoni. W głębi lasów, w centrach niektórych wysp żyją wydry i sobole. Stosunkowo bogata jest natomiast awifauna. Ogółem liczy około 170 gatunków ptaków, w tym gniazdujących, np. nurzyk polarny, nurnik ochocki (Cepphus carbo), maskonur złotoczuby, kormoran krasnolicy, nawałniki, szpak rdzawolicy (Agropsar philippensis), muchołówka żółtorzytna (Ficedula zanthopygia), pardwa górska, orzechówka, krzyżodziób, czy dzięcioł czarny. Przelatują tędy m.in. kaczki, gęsi, łabędzie oraz siewki (niektóre gniazdują na akwenach słodkowodnych). Zagrożeniem dla ptaków jest powszechne zbieranie jaj przez mieszkańców.
Gady występują w bardzo małej liczbie gatunków i jedynie na wyspach południowych. Są to głównie jaszczurki i w mniejszym stopniu węże (tylko na Kunaszyrze). W ogromnej obfitości występują meszkowate i komary, co stanowi utrudnienie dla ludzi pracujących w lasach. Na wyspach nie występują pszczoły. Zapylanie dokonuje się dzięki licznym trzmielom.
Ssaki morskie reprezentowane są przez mocno przetrzebione w wyniku rabunkowej eksploatacji uchatki i kałany morskie. Migrują tędy walenie. Z ryb masowo poławiane są dorsz, halibut, śledź, wachnia, keta, gorbusza, czawycza, nerka, kiżucz i sardelowate. W niewielkim stopniu zbierane są kraby i perłoródkowate.
Na wyspach w części południowej znajdują się dwa rezerwaty przyrody: Rezerwat Kurylski i Rezerwat przyrody „Małe Kuryle”.

## Historia
Rosjanie i Japończycy docierali do tego obszaru już od początku XVII wieku, jednakże na mapy naniósł je w roku 1643 holenderski podróżnik, żeglarz i kartograf Martin Gerritz de Vries (Maarten Gerritszoon Vries) i przez ponad 100 lat Holandia zgłaszała do wysp swoje roszczenia.
Pierwsze wzmianki o Wyspach Kurylskich w źródłach rosyjskich pochodzą z 1697 roku od rosyjskiego podróżnika Władimira Wasiljewicza Atłasowa, który słyszał o nich od ludności Kamczatki.
Kolejnym europejskim odkrywcą i badaczem Wysp Kurylskich był potomek polskiego zesłańca, Jan Kozyrewski. Dotarł on jedynie na dwie wyspy położone najbliżej Kamczatki: Szumszu i Paramuszyr, jednak dokładny wywiad przeprowadzony wśród Ajnów, a także wśród japońskich żeglarzy, których burza zagnała w te północne rejony, pozwolił mu na wyrobienie sobie wyobrażenia o całym archipelagu. W 1719 r. car Piotr I wysłał na Kamczatkę ekspedycję pod dowództwem Iwana Jewreinowa i Fiodora Łużyna, która dotarła aż do wyspy Simuszyr.
Pod koniec XVIII w. jeden z gubernatorów rozciągnął na wyspy zwierzchność rosyjską, jednak caryca Katarzyna II nie potwierdziła tego formalnie. Skorzystali na tym Japończycy, którzy wkrótce zajęli wyspy Iturup i Kunaszyr i w 1799 r. osadzili tu swoje załogi wojskowe. Rosyjsko-japoński układ z 1855 roku przyznawał wszystkie wyspy leżące na północ od Iturup Rosji. W 1875 roku Rosja odstąpiła Japonii pozostałą część Wysp Kurylskich w zamian za pełną władzę nad Sachalinem, którego południową połowę utraciła następnie w roku 1905 w wyniku wojny rosyjsko-japońskiej.
W lutym 1945 roku na konferencji jałtańskiej przywódcy koalicji antyhitlerowskiej zaplanowali, że ZSRR zaatakuje Japonię, pomagając w ten sposób Amerykanom, i odzyska Wyspy Kurylskie.
W sierpniu 1945 roku ZSRR, wywiązując się z umowy zawartej na konferencji poczdamskiej, zaatakował siły japońskie w Mandżurii, na Sachalinie i Kurylach, zajmując do 5 września (a więc 3 dni po podpisaniu przez Japonię aktu bezwarunkowej kapitulacji) cały archipelag. W okresie wojny wyspy były zamieszkałe przez ok. 17 tys. obywateli Japonii; ci, którym nie udało się uciec przed wkroczeniem Armii Czerwonej, zostali wywiezieni na roboty przymusowe na Syberię i do Azji Środkowej. Na Konferencji w San Francisco w 1951 roku Japonia zrzekła się swych praw do Wysp Kurylskich. Dokument ten, zdaniem strony japońskiej, nie dotyczył jednak wysp Iturup, Kunaszyr, Szykotan i grupy wysp Habomai (jap. odpowiednio: Etorofu, Kunashiri, Shikotan, Habomai). Spór wynika z rozbieżności w interpretacji pojęcia „Kuryle” oraz traktatów podpisanych w przeszłości. Japonia uważa, że powyższe cztery wyspy nie należą do archipelagu i nazywa je „Terytoriami Północnymi”; Rosja nazywa je „Kurylami Południowymi”.
Traktat pokojowy z San Francisco, podpisany przez Japonię z 49 państwami 8 września 1951 r. (w tym z USA, ale bez ZSRR) nie zawiera takiego zastrzeżenia i nie różnicuje w żadnym miejscu tych wysp, choć już od 6 lat były one włączone do ZSRR. Traktat stwierdza:
Japonia zrzeka się wszelkich praw tytułów i roszczeń do Wysp Kurylskich oraz do tej części wyspy Sachalin i wysp przyległych do niej, nad którymi Japonia nabyła suwerenność wskutek Traktatu z Portsmouth z 5 września 1905 roku (Rozdział II Terytoria, art. 2, punkt C).
28 kwietnia 1952 r. Senat Stanów Zjednoczonych w rezolucji ratyfikującej traktat pokojowy z San Francisco stwierdził, że nie daje on ZSRR praw do roszczeń wobec spornych terytoriów. Stany Zjednoczone stoją na stanowisku, że do czasu podpisania traktatu pokojowego między Japonią a Rosją sporne tereny są terytoriami japońskimi pod okupacją wojskową Rosji.
19 października 1956 r. przedstawiciele Japonii i ZSRR podpisali w Moskwie oświadczenie o zakończeniu stanu wojny między nimi, jednak bez zawarcia układu pokojowego. Zgodnie z punktem 9:
ZSRR i Japonia wyraziły zgodę na kontynuowanie po wznowieniu stosunków dyplomatycznych rokowań w sprawie zawarcia traktatu pokojowego. Jednocześnie ZSRR, biorąc pod uwagę interesy i życzenia państwa japońskiego, zgadza się na przekazanie Japonii wysp Habomai i Szykotan, zastrzegając jednakże, że faktyczne ich przekazanie nastąpi po zawarciu traktatu pokojowego.
W 2005 roku Parlament Europejski uchwalił oficjalną rezolucję, w której zarekomendował zwrot Japonii spornych terytoriów.
W 2006 roku prezydent Rosji Władimir Putin zadeklarował chęć przekazania Japonii wyspy Szykotan (225 km²) i wysp Habomai (łącznie ok. 6% spornego terytorium). Japoński premier Jun’ichirō Koizumi odrzucił tę ofertę, domagając się przekazania wszystkich czterech wysp (ZSRR wyraził gotowość zwrotu Małego Łańcucha Kurylskiego Japonii już w 1956 roku, tj. w chwili nawiązywania stosunków dyplomatycznych po II wojnie światowej). Jest to największy problem w stosunkach rosyjsko-japońskich, który sprawił, że Rosja i Japonia nie podpisały traktatu pokojowego.
W maju 2009 roku przyjęta została uchwała japońskiej Izby Reprezentantów, nazywająca Terytoria Północne „integralną częścią Japonii”; w lipcu 2009 roku podobna uchwała przyjęta została jednogłośnie przez japońską Izbę Radców (izbę wyższą parlamentu japońskiego).
W lipcu 2009 roku rosyjski prezydent Dmitrij Miedwiediew podczas spotkania z japońskim premierem Tarō Asō w trakcie obrad szczytu Grupy Ośmiu w L’Aquila we Włoszech stwierdził, że „decyzja podjęta przez parlament japoński odnośnie do uznania południowej części Wysp Kurylskich za «historyczne» tereny japońskie nie sprzyja atmosferze wzajemnego zaufania”.
1 listopada 2010 roku prezydent FR Dmitrij Miedwiediew jako pierwszy przywódca państwa rosyjskiego odwiedził terytorium będące przedmiotem sporu między Rosją a Japonią (w terminologii rosyjskiej tzw. Kuryle Południowe, w terminologii japońskiej tzw. Terytoria Północne). Prezydencki samolot wylądował na wyspie Kunaszyr w drodze powrotnej D. Miedwiediewa z Wietnamu do Moskwy. Uczynił to zaledwie na dwa tygodnie przed wyjazdem do Japonii na szczyt APEC. W wyniku tej wizyty Japonia czasowo odwołała swojego ambasadora z Moskwy.